# Alfi Automobile
La Alfi Automobile GmbH fu un costruttore automobilistico tedesco attivo dal 1927 al 1928.

## Storia
Alex Fischer aveva diretto fino al 1924 la AG für Akkumulatoren- und Automobilbau, che produceva autovetture con motore a scoppio marchiandole come Alfi. Dopo la chiusura della AAA, nel 1927 fondò una propria società a Berlino e iniziò la produzione di automobili; anche la nuova azienda ebbe vita breve e la produzione terminò nel 1928.

## Veicoli

### Marchio Alfi
Le auto della AAA marchiate Alfi furono utilitarie con motore in linea quattro cilindri o due cilindri Boxer. Anche un veicolo più grande con motore quattro cilindri fu presente in produzione. Queste auto ebbero freni meccanici su tutte e quattro le ruote. 
| Modello | Periodo   | Cilindrata   | Cilindri   | Potenza         | Passo   |
| 3/12 PS | 1922–1925 | 780 cm³      | 2 Boxer    | 12 HP (8,8 kW)  |         |
| 4/14 PS | 1922–1925 | 940 cm³      | 4 in linea | 14 HP (10,3 kW) | 2600 mm |
| 5/20 PS | 1922–1925 | 1320 cm³     | 4 in linea | 20 HP (14,7 kW) | 2825 mm |
| 7/35 PS | 1922–1925 | ca. 1750 cm³ | 4 in linea | 35 HP (26 kW)   |         |

### Azienda Alfi
L'azienda costruì un triciclo e per la sua propulsione venne usato un motore monocilindrico della DKW, che trasmetteva il moto alla ruota anteriore. La maggioranza dei veicoli fu carrozzato come veicolo da trasporto merci, solo un esemplare fu automobile e un'automobile sportiva rimase come prototipo.